# 吉林省总工会
吉林省总工会是吉林省地方工会和产业工会的领导机关，受中国共产党吉林省委员会和中华全国总工会领导。